# ヘネラル・ロベルト・フィエロ・ヴィラロボス国際空港
ヘネラル・ロベルト・フィエロ・ヴィラロボス国際空港（ヘネラル・ロベルト・フィエロ・ヴィラロボスこくさいくうこう、スペイン語: Aeropuerto Internacional General Roberto Fierro Villalobos）、またはチワワ国際空港は、メキシコ合衆国のチワワ州チワワにある国際空港。かつての州知事でパイロットのロベルト・フィエロ・ヴィラロボスを記念して命名された。

## 就航路線
| 航空会社               | 就航地                                                         |
| ---------------------- | -------------------------------------------------------------- |
| ビバアエロブス         | カンクン、グアダラハラ、マサトラン、メキシコシティ、モンテレイ |
| ボラリス               | カンクン、デンバー、グアダラハラ、メキシコシティ、ティフアナ   |
| TAR航空                | クリアカン、エルモシージョ、メヒカリ、ケレタロ                 |
| マグニチャーターズ     | 季節: カンクン、マサトラン、モンテレイ、プエルトバヤルタ       |
| カラフィア航空         | ラ・パス、ロスモチス                                           |
| アエロメヒコ航空       | メキシコシティ                                                 |
| アエロメヒコ・コネクト | メキシコシティ                                                 |
| アエロ・パシフィコ     | ロスモチス                                                     |
| アメリカン・イーグル   | ダラス                                                         |